# Juridisk Diskussionsklub
Juridisk Diskussionsklub er en traditionsomgærdet apolitisk forening for jurastuderende på Københavns Universitet stiftet i 1903, bl.a. af den senere danske statsminister Vilhelm Buhl. Foreningen har overlevet to verdenskrige og er i dag den største og ældste forening for landets jurastuderende. 
Foreningen arrangerer en række faglige såvel som sociale arrangementer og udkommer derudover med studiebladet Stud.Jur. Ud over de traditionelle årsfester og sommerfester for de studerende afholdes også en række ture og ekskursioner af faglig relevans for de jurastuderende, f.eks. besøg ved domstolene, ministerierne og på landets advokatkontorer, samt andre institutioner og erhvervsvirksomheder. Der arrangeres også et årligt processpil i Højesteret samt en lang række debatter med prominente personligheder. Desuden er Juridisk Diskussionsklub medlem af Nordisk Sekretariat og afholder hvert år i forbindelse med årsfesten Nordisk Uge. 
Juridisk Diskussionsklub tæller primært jurastuderende som medlemmer, men udnævner også en række æresmedlemmer, heriblandt professor emeritus Ditlev Tamm og emerita Eva Schmidt, medlem af modstandsgruppen Holger Danske Erik Münter samt fhv. dommer ved EMD Isi Foighel.
Den 21. december 2009 stiftede Juridisk Diskussionsklub Jurafonden til minde om Vilhelm Buhl hvis formål er at yde støtte til jurastuderende ved det Juridiske Fakultet ved Københavns Universitet.

## Ekstern henvisning
- Juridisk Diskussionsklubs hjemmeside